# Vela quadra

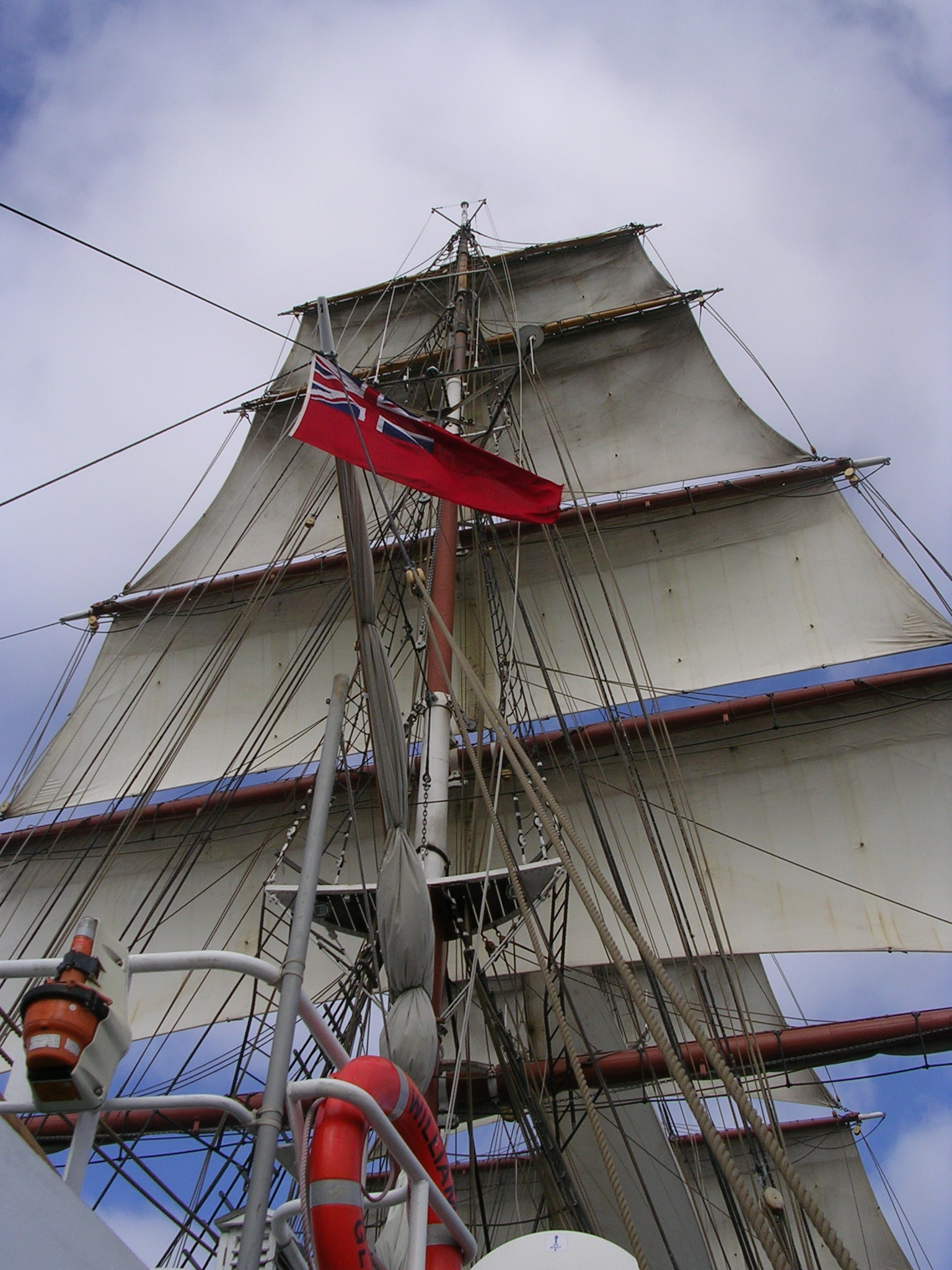
Vaixell amb veles quadres

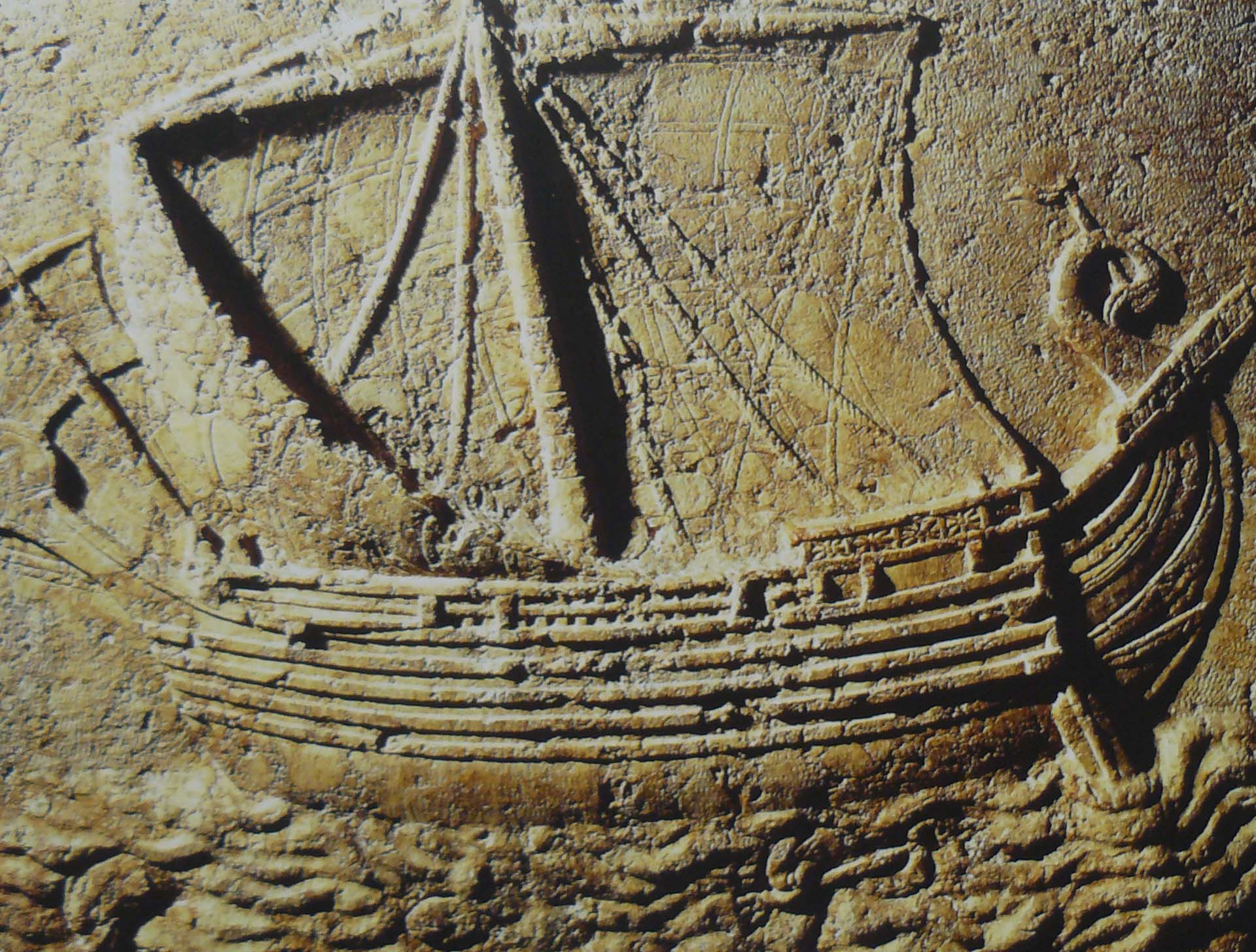
Baix relleu d'un vaixell de càrrega fenici, amb una mena civadera sota el "Dolon"

La vela quadra o vela rodona va ser un tipus de vela utilitzat pels vaixells antigament.
Rep també el nom d'aparell caire (vela caira), perquè tenia forma rectangular o trapezoidal i perquè treballava en angle recte respecte al rumb de la nau. Anava lligada a un pal horitzontal o verga i les seves vores eren tensades mitjançant escotes lligades al pont o a la coberta. Es fabricava cosint costat a costat diverses teles de lona de cànem reforçant el seu perímetre amb cordes i posant-hi peces dobles als punts de major tensió.
L'origen del terme "quadra" s'associa a la forma de la vela, mentre que la denominació de "rodona" i "aparell rodó" faria referència a la forma de marejar i bracejar aquesta mena de veles.
Una vela quadra té dos gràtils i dos caients: 
- el gràtil és la vora superior
- els caients són les vores del costat (normalment identificats a partir del vent: caient de sobrevent, caient de sotavent)
- el gràtil d'escota és la vora inferior[3]

## Veles utilitzades en embarcacions de vela quadra
Les gàbies eren unes veles utilitzades en els mastelers dels vaixells equipats amb veles quadres. S'hissaven per sobre de la cofa i eren les segones del seu pal comptant des del pont. Els mariners assignats per maniobrar aquestes veles eren els gabiers.

## Aparell rodó o caire[4]

### Aparells primitius
Les primeres embarcacions de vela tenien un arbre i una vela quadra. Des de les més petites fins a les més grans. Alguns vaixells antics arboraven un pal més petit a proa, "l'artemon" (artimó).

#### Egipcis, romans, fenicis

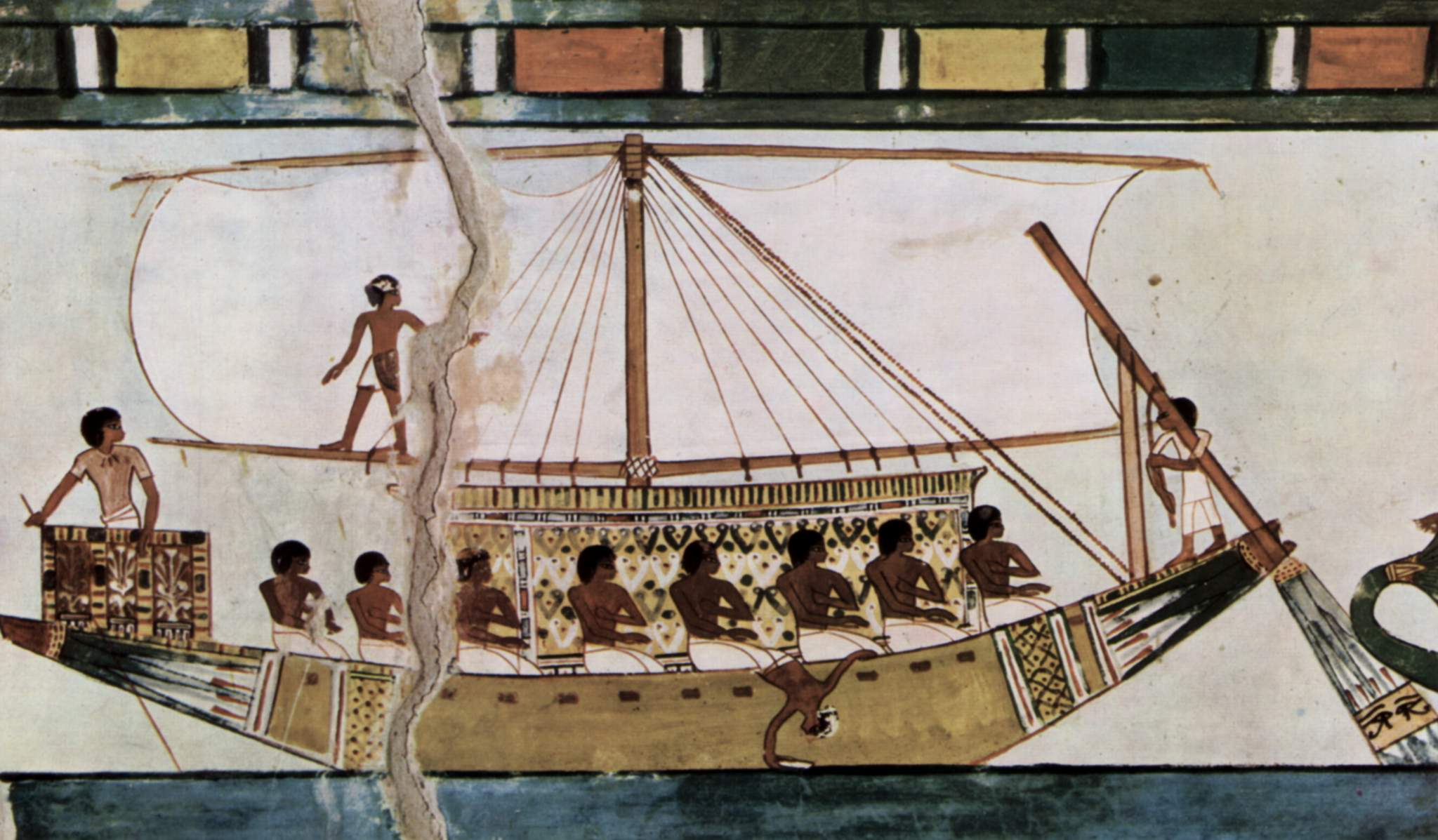
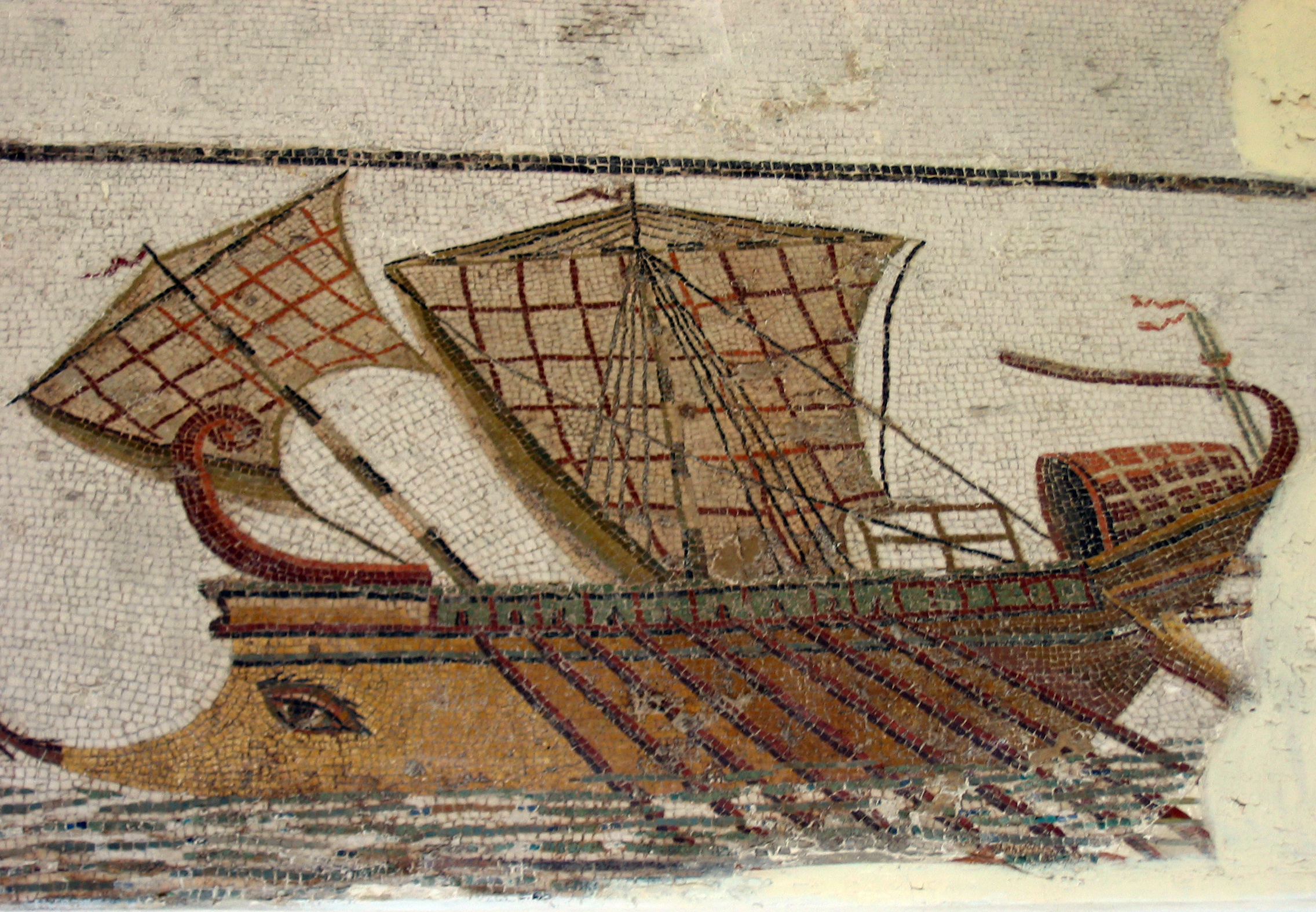
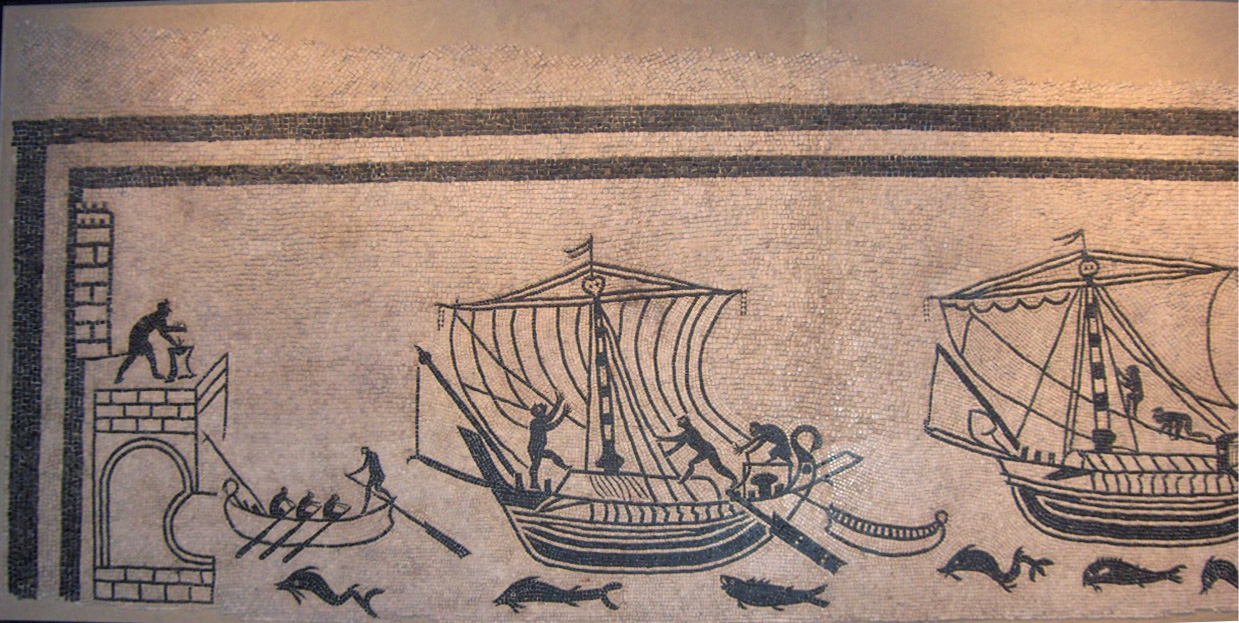
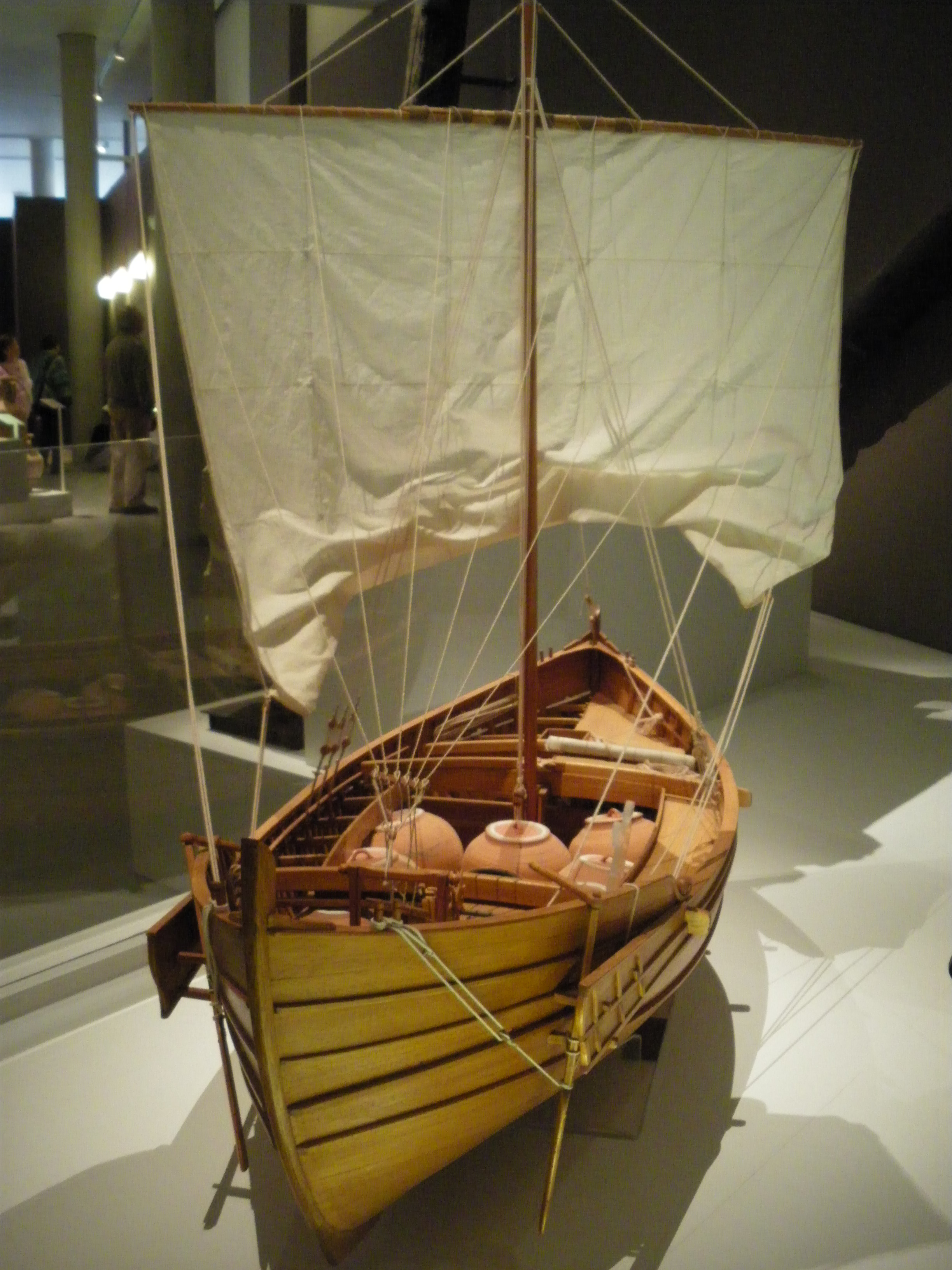

#### Vaixells medievals

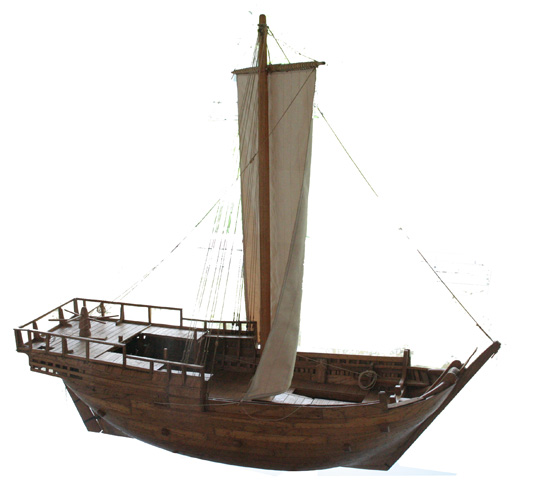
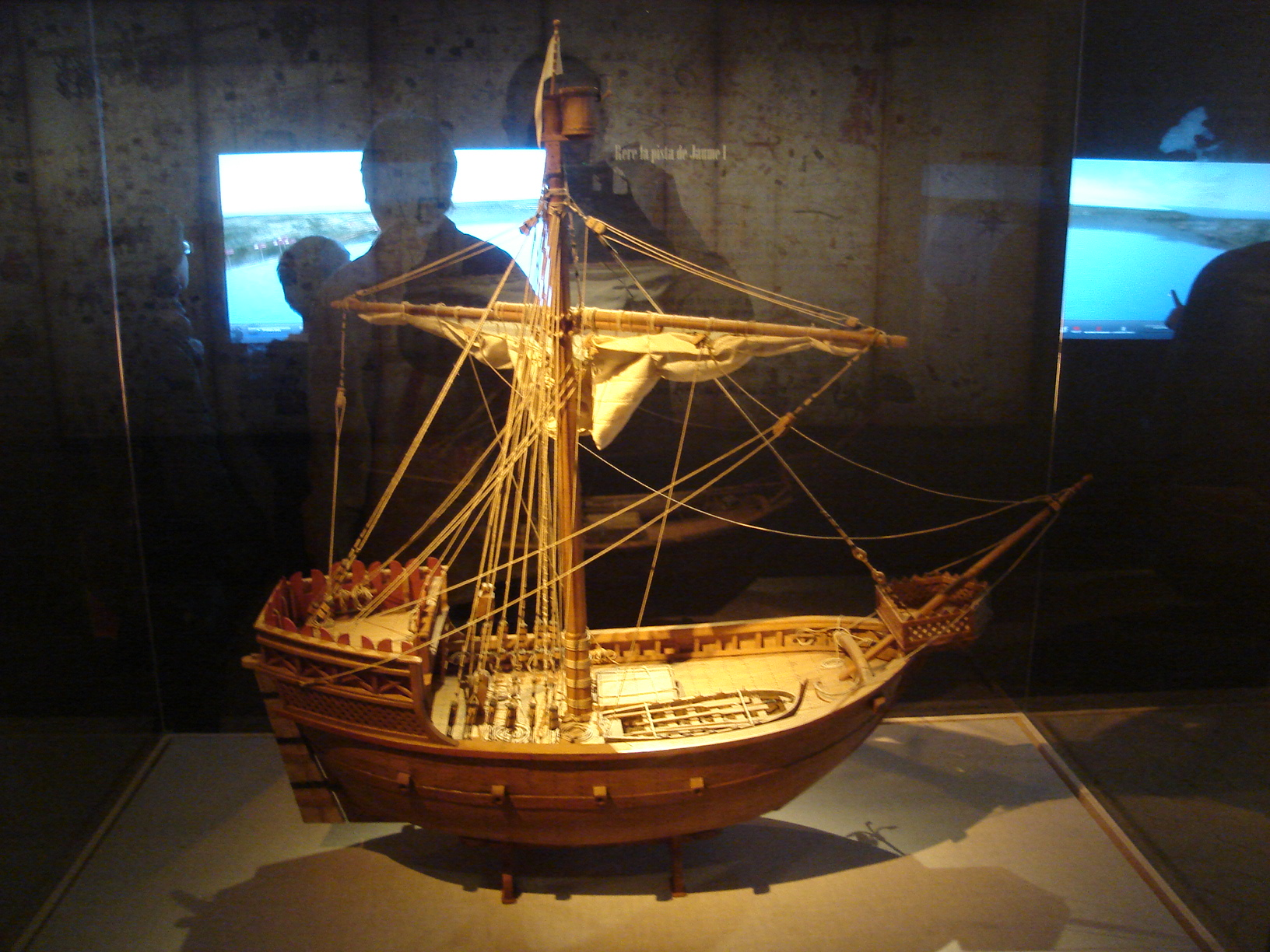
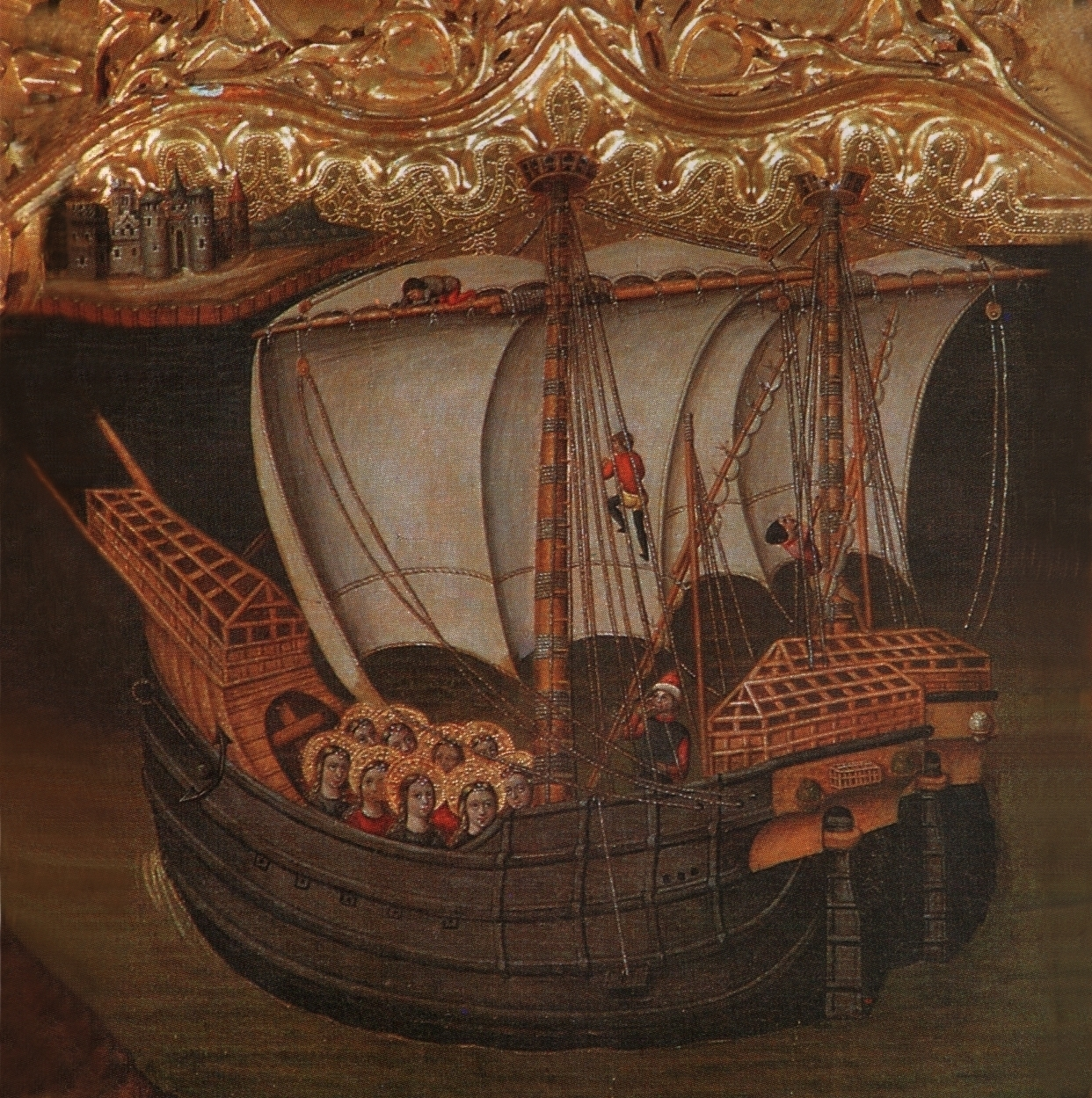

Les embarcacions medievals, fins i tot les més grosses, disposaven d'un únic arbre.
- El document més antic que esmenta una coca (vaixell) de dos arbres a la Mediterrània és un contracte de construcció català de l'any 1353.[7][8]

- Pel que fa a les naus, el document més antic que en mostra una de tres pals és un dibuix de 1409 en el “Libre d'Ordinacions de l'administrador de les places” de Barcelona.[9]

### Aparells evolucionats
Els velers caires del segle xix assoliren un cert grau de perfeccionament i complexitat pel que fa a arbres, veles, eixàrcia ferma i eixàrcia de maniobra. Aquesta complexitat de les peces materials es reflecteix en la terminologia corresponent.
- Alguns aparells es poden considerar més freqüents: bergantins (sempre de dos pals), fragates de tres pals i bricbarques de tres pals.

#### Exemple 1: el Kruzenshtern, un bricbarca de quatre pals
Cada tipus d'aparell rodó presenta aspectes particulars. Hi ha, però, alguns trets comuns en la terminologia que simplifiquen una mica la descripció. Des del bauprès fins al trinquet hi ha els estais de proa i els flocs (aquesta disposició és gairebé universal). Cada arbre o pal té un nom precís: trinquet, mestre i mitjana (quan hi ha tres arbres). La vela més baixa (i més gran) agafa el nom de l'arbre (vela de trinquet, vela mestra, vela de mitjana). Les veles que s'hissen per damunt són les gàbies (que poden ser simples o dobles). Damunt de les gàbies hi ha les gonetes (simples o dobles). Damunt de les gonetes hi ha les sobregonetes.
- Entre els arbres hi ha estais que poden portar veles d'estai.
- Hi ha aparells que encara tenen més veles.

Les imatges de la galeria, amb algunes veles acolorides de rosa, poden ajudar a repassar els termes de les veles.

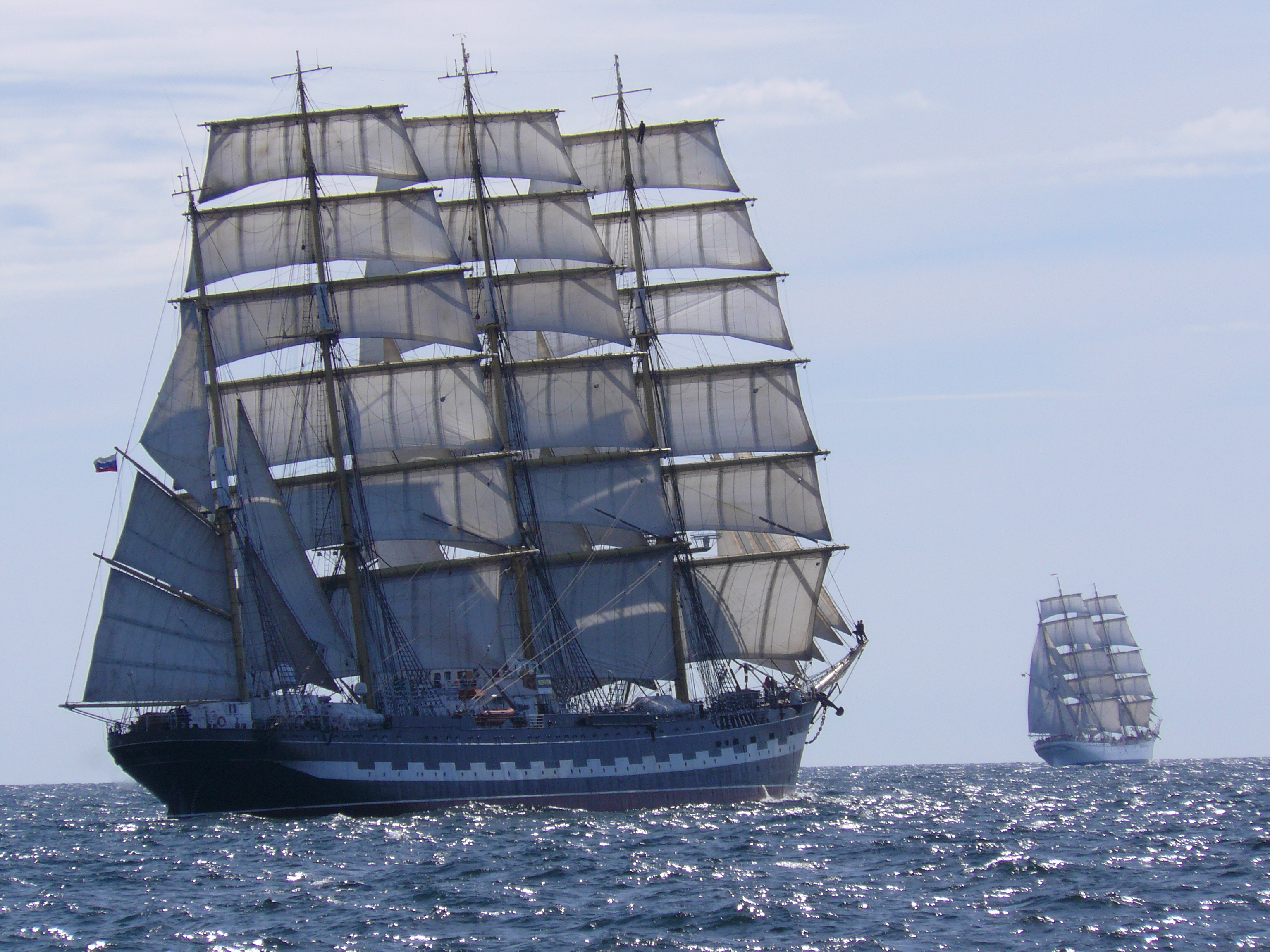
La vista mostra la cangrea amb dues perxes, una vela escandalosa i les veles d'estai de mitjana
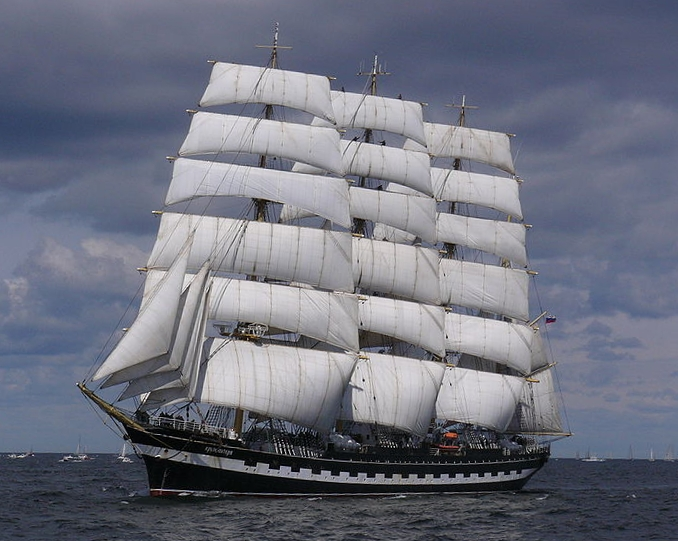
El vaixell, amurat a estribord, a tota vela
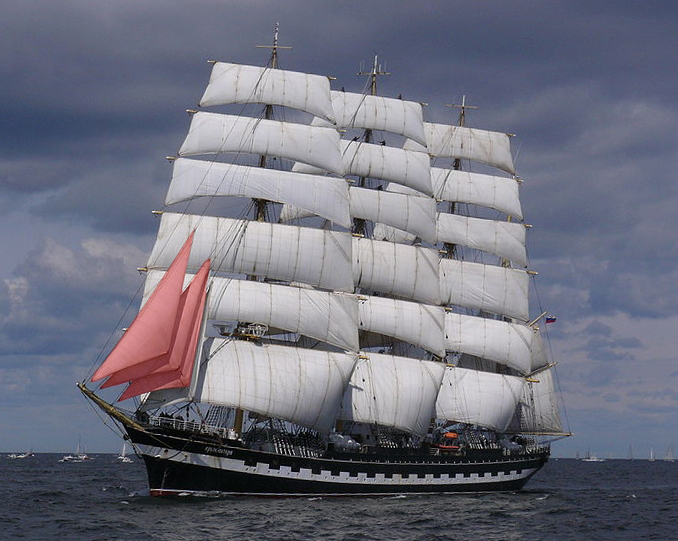
El bauprès i les veles de proa: els flocs. De proa a popa: petifloc, floc, contrafloc, trinqueta (sense acolorir).
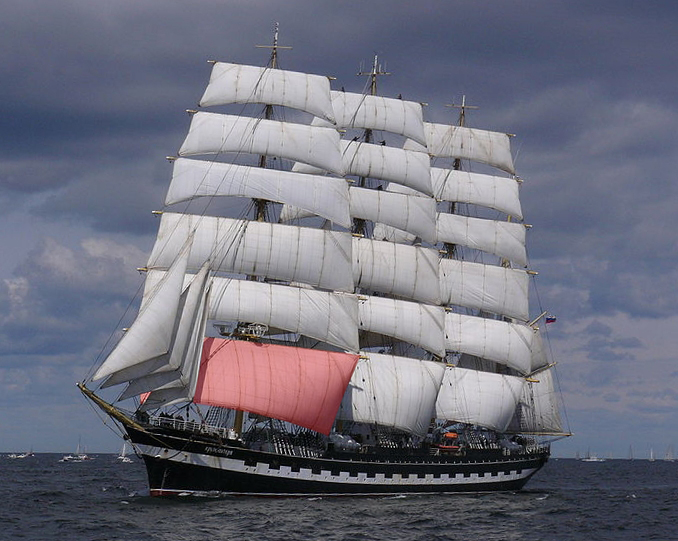
Vela de trinquet
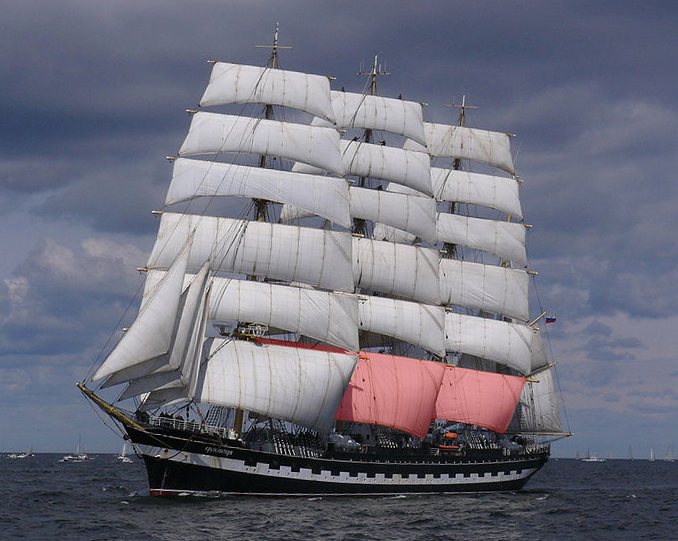
Veles mestres (de proa i de popa)
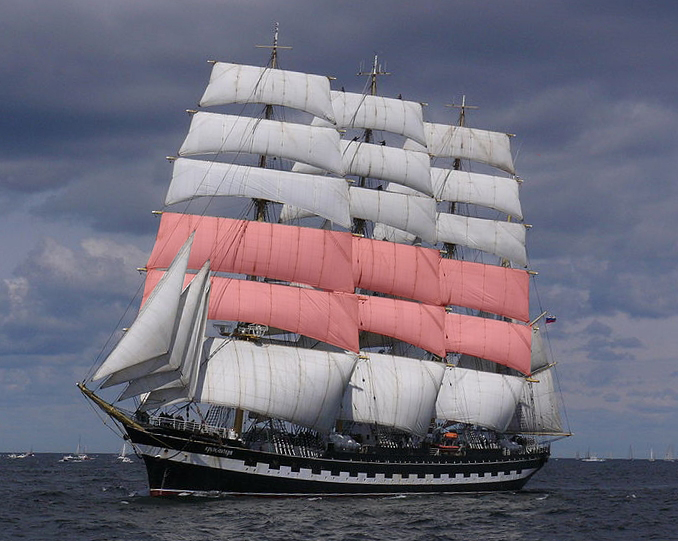
Gàbies baixes i altes, en els tres pals; de proa a popa: gàbia baixa de trinquet, gàbia alta de trinquet,...
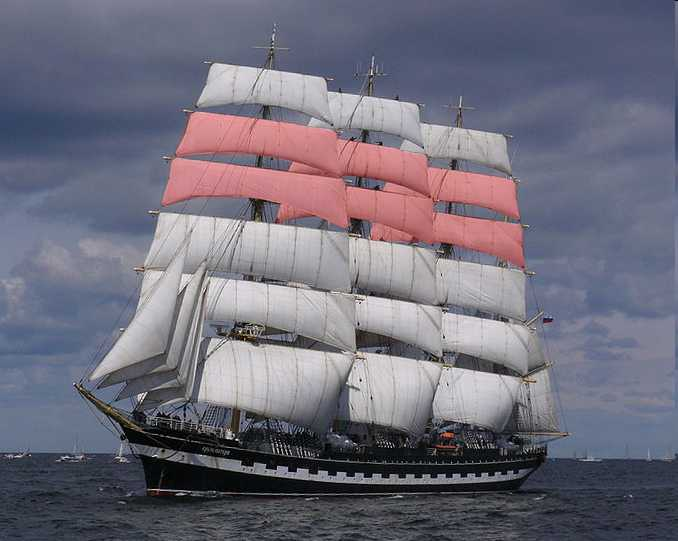
Gonetes en tots els pals, de proa a popa: goneta baixa de trinquet, goneta alta de trinquet,...
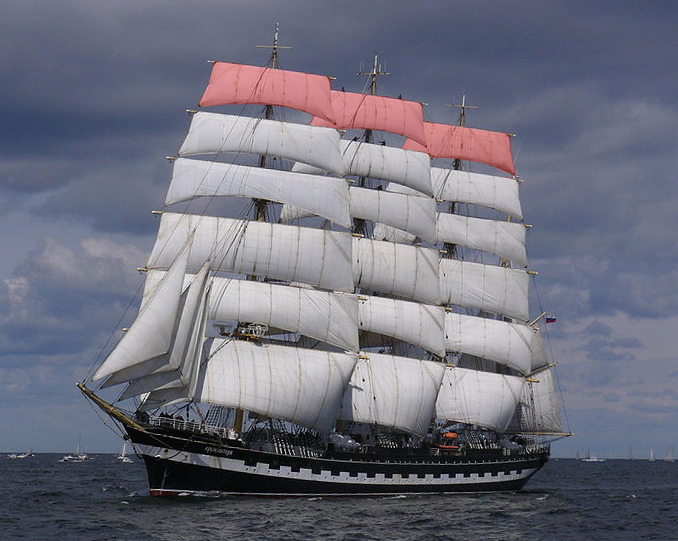
Sobregonetes en tots els arbres, de proa a popa: sobregoneta de trinquet, sobregoneta del mestre de proa, sobregoneta del mestre de popa

Veles d'una bricbarca semblant al Kruzenshtern. La cangrea és diferent.

#### Exemple 2: fragata de cinc pals

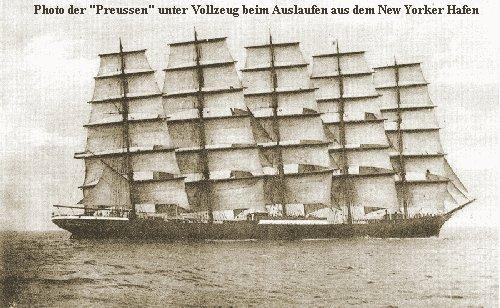
El vaixell Preussen: amb aparell de fragata de cinc arbres.

### Aparells caires innovadors

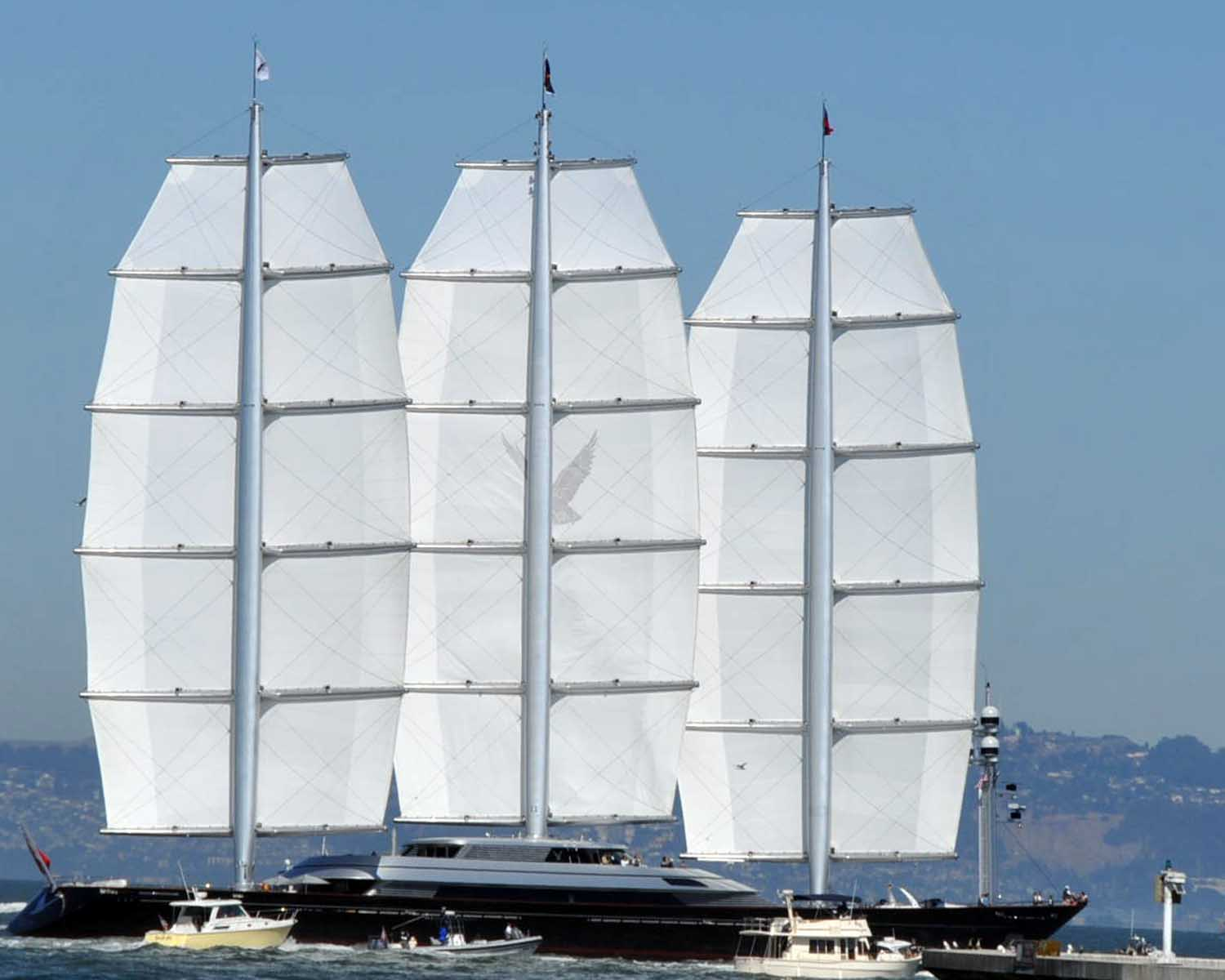
El iot Maltese Falcon a tota vela (2008)

Els vaixells tradicionals amb aparell de creu tenien limitacions mecàniques que impedien orientar les vergues a menys de 45 graus en relació amb la línia de crugia. En la pràctica això suposava no poder cenyir a menys de 60 graus. Aquest fet ja fou demostrat, amb proves pràctiques, per Jorge Juan. (I exposat per escrit en a seva obra Examen marítimo theórico práctico).
Un exemple modern de iot amb aparell rodó sense fletxadures, estais, burdes i obencs que impedeixin la lliure orientació de les vergues és el Maltese Falcon. Vaixell que pot cenyir igual que amb un aparell bermudià. Segons proves, l'angle òptim de cenyida és d'uns 35 graus.

Hi ha altres aparells moderns, més o menys experimentals, que permeten cenyir molt amb veles quadres.

## Documents

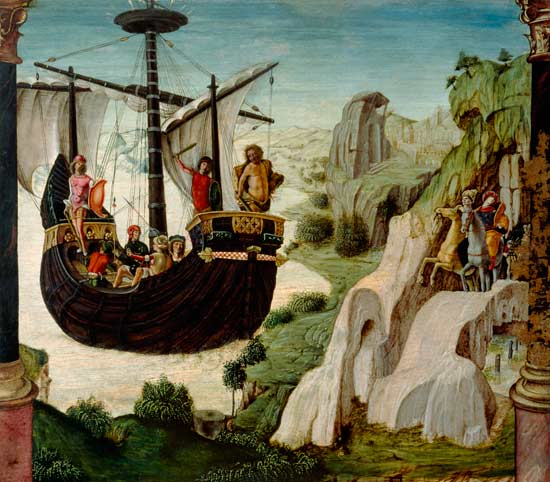
L'Argo, de Lorenzo Costa (1500-1530)

- 1464. Benedetto Cotrugli: “ vela quatra”.[16]

| «                                     | ... La vela quatra ch’usano i nelle nave have la maestra, et quattro bonecte, et deve havere dui maestre, la una de respecto, deve havere anchi la vela de la meçana, la vela delo trinchecto, de castel de prova. Lo qual trinchecto serve allo girare della nave et allo oscire dello portu, et anchi quando lo nauchiero vole che la nave faccia pocho cammino, et anchi adiuta andare la nave a l'orça. Et anchi si fa lo trinchecto alla gagia per rispecto chella nave se adiuta ad fare più cammino. Et anchi in nelle navi grosse fanno la meçana in su lo castello de poppe, et queste sonno le vele della nave ... | » |
| — Benedetto Cotrugli. De Navigatione. | |   |

- 1493? Cinc fustes turques a Santanyí. Dues de rem i dues amb aparell caire.[17]

| «                                                     | ...devant cala Santanyí han surgides sinch fustes, so és tres de rems e dues cayres, les quales són los turchs... | » |
| — Bolletí de la Societat Arqueològica Luliana. 1904 . | |   |

- 1604. En un viatge per mar a Terra Santa s'esmenten els vaixells llatins i caires.[18]

| «                                                                              | …aqueix mateix dia, a la matinada, que estàvem en lo golph de Venècia, descobrirem tres vexells: dos cayres y altre llatí... | » |
| — Miquel Mates. Devota peregrinacio de la Terra Sancta y civtat de Hiervsalem. | |   |

- 2002. Ricard Jaime Pérez. La maniobra en els velers de creu. Obra especialment detallada i completa.[19]